# ان‌جی‌سی ۳۲۵
ان‌جی‌سی ۳۲۵ (انگلیسی: NGC 325) نام یک کهکشان مارپیچی در صورت فلکی نهنگ است.